# جمعية فيزيل
انبثقت جمعية فيزيل (بالفرنسية: Assemblée de Vizille) أو الجمعية العامة لدوفين (Réunion des états généraux du Dauphiné) عن اجتماعٍ ضمّ ممثلين مختلفين في غرونوبل. وكان الهدف منها مناقشة أحداث يوم البلاط، إحدى الثورات الأولى التي سبقت الثورة الفرنسية.

## يوم البلاط
في 7 يونيو 1788 اندلعت أعمال شغب في جميع أنحاء مدينة غرونوبل. أجبر الجنود الذين أرسلوا لقمع الاضطرابات سكان المدينة على مغادرة الشوارع. وتقول بعض المصادر أن الجنود أرسلوا لتفريق البرلمانيين الذين كانوا يحاولون تشكيل البرلمان. ومع ذلك، صعد سكان البلدة إلى أسطح المباني، وألقوا بلاط الأسقف على الجنود في الشوارع، ومن هنا جاءت التسمية. وأدى هذا إلى خروج القوات الملكية من المدينة في أول اندلاع للعنف السياسي الذي تحول إلى الثورة.

## الجمعية

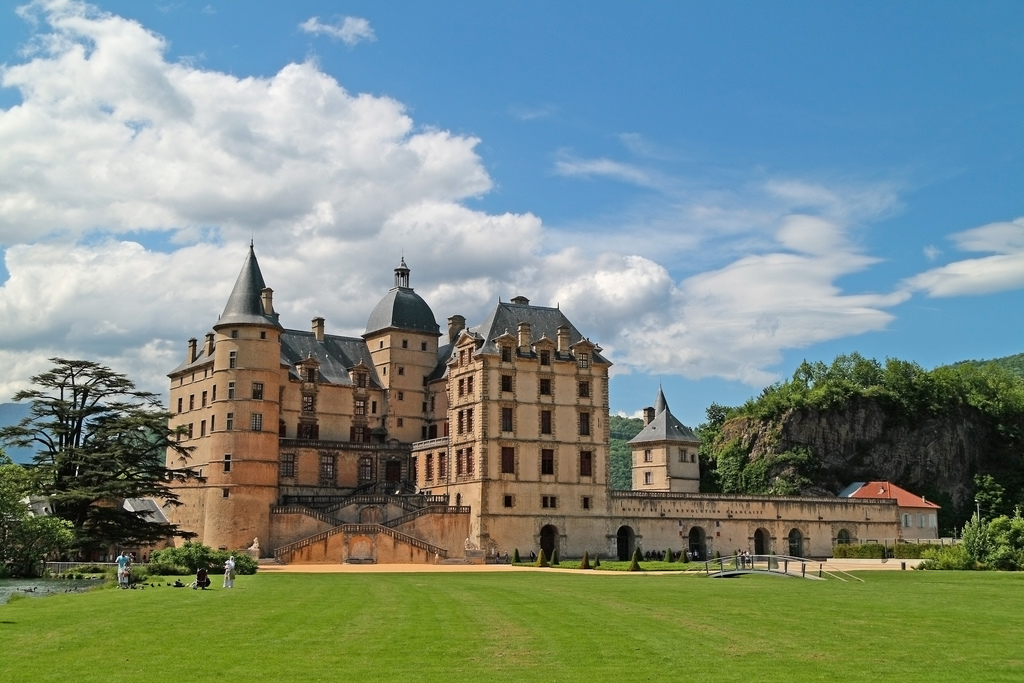
قلعة فيزيل.

في شهر يوليو، قام كلود بيرييه، مستلهمًا من كل الأفكار الليبرالية من حوله، بجمع اجتماع في قاعة جو دو بوم في قصره فيزيل واستضاف الاجتماع الذي كان محظورًا في غرونوبل سابقًا. وحضر الاجتماع ما يقرب من 500 رجل في ذلك اليوم في مأدبة أقامها كلود. وكان من بين الحضور العديد من "الوجهاء"، بمن فيهم رجال دين ورجال أعمال وأطباء وكتاب عدل ومسؤولون بلديون ومحامون ونبلاء من مقاطعة دوفينيه. 
وطالب هذا الاجتماع بـ: عقد اجتماع في باريس لمجلس عمومي (شكل من أشكال البرلمان الوطني). كان هذا الاجتماع بمثابة الجزء الأول من الثورة الفرنسية.  وأخيراً خرجت المعارضة للملكية المطلقة إلى العلن، مع تزايد الدعم لمطالبها، الأمر الذي بلغ ذروته في اجتماع الجمعية العامة.

## الحواشي
1. ↑  EOLAS. "Le domaine, propriété des Perier au XIXè siècle - Domaine de Vizille". www.domaine-vizille.fr (بالفرنسية). Retrieved 2017-02-17.
2. ↑  Blackwood، William (1838). Blackwood's Edinburgh Magazine Vol. 44. ص. 38–39.